# Liu Qizhen
Liu Qizhen (* 17. Februar 1995) ist ein chinesischer Speerwerfer.

## Sportliche Laufbahn
Erste internationale Erfahrungen sammelte Liu Qizhen bei den Asienmeisterschaften 2017 in Bhubaneswar, bei denen er mit 80,12 m den fünften Platz belegte. Im Jahr darauf nahm er erstmals an den Asienspielen in Jakarta teil und gewann dort mit einer Weite von 82,22 m die Silbermedaille hinter dem Inder Neeraj Chopra. 2019 erreichte er bei den Asienmeisterschaften in Doha mit 80,19 m den fünften Platz. Zudem nahm er im Oktober an den Weltmeisterschaften ebendort teil, schied dort aber mit 75,81 m bereits in der Qualifikation aus.
Von 2017 bis 2019 wurde Liu chinesischer Meister im Speerwurf.